# Heinrich August Jäschke

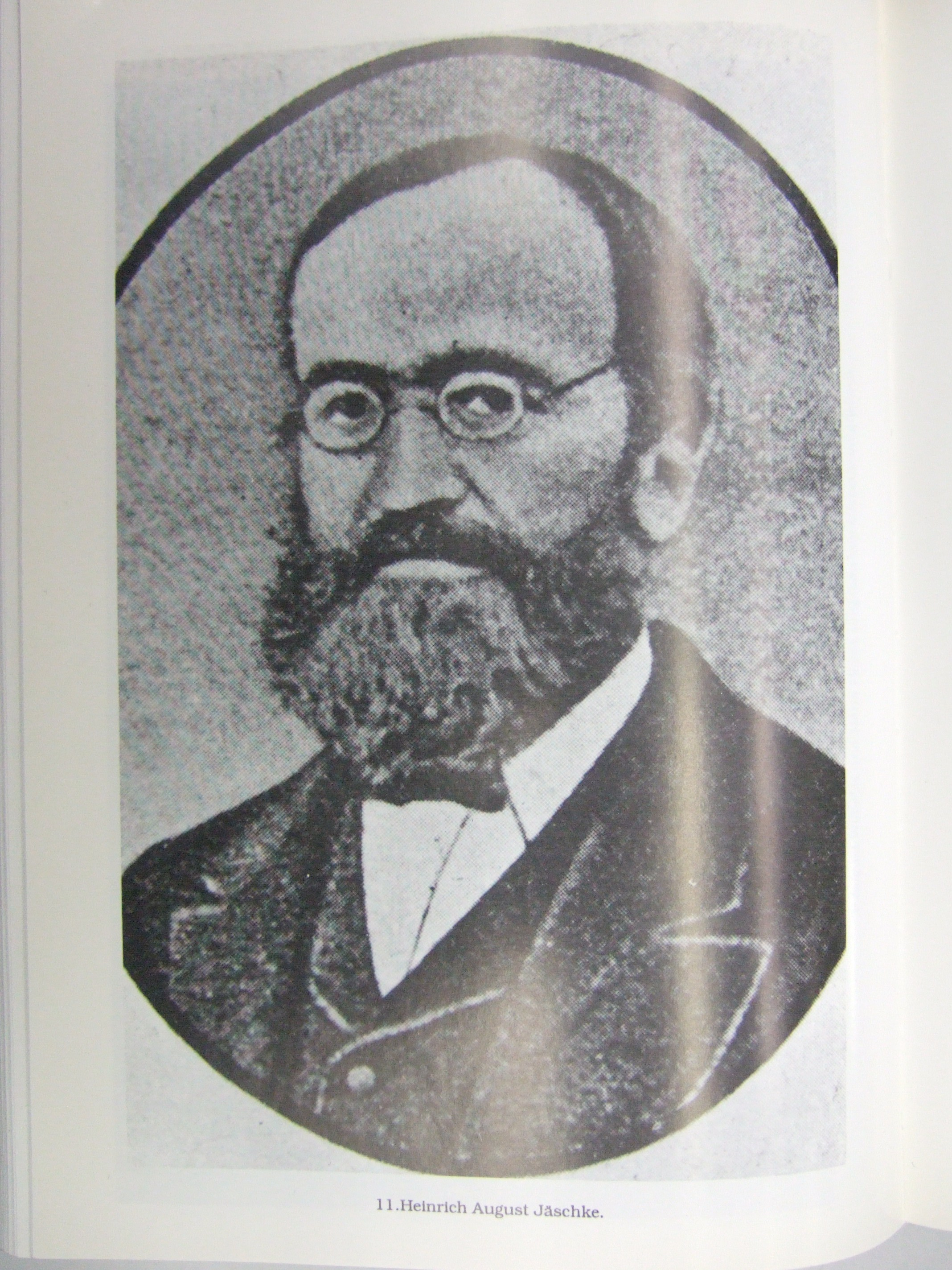
Heinrich August Jäschke

Heinrich August Jäschke (* 17. Mai 1817 zu Herrnhut; † 24. September 1883) war ein deutscher Missionar, Sprachforscher und Orientalist.

## Leben
Heinrich August Jäschke wirkte 1857 bis 1868 als Missionar der Herrnhuter Brüdergemeine in Kyelang (im Distrikt Lahaul und Spiti, einem Gebiet in Nordindien, in welchem ein tibetischer Dialekt gesprochen wird) und machte sich besonders um die Erforschung der tibetischen Sprache verdient. Er besorgte die tibetische Bibelübersetzung und beteiligte sich an der Herausgabe und Übersetzung tibetischer Texte.

## Veröffentlichungen (Auswahl)
- Über das Tibetische Lautsystem. In: Monatsberichte der königlichen preussischen Akademie der Wissenschaften zu Berlin, 1860, Nachtrag, S. 257–279.
- Über die östliche Aussprache des Tibetischen im Vergleich zu der früher behandelten Westlichen. In: Monatsberichte der königlichen preussischen Akademie der Wissenschaften zu Berlin, 1865, S. 441–454.
- Romanized Tibetan and English dictionary. Kyelang in British Lahoul, 1866.
- Ueber die Phonetik der tibetischen Sprache. In: Monatsberichte der königlichen preussischen Akademie der Wissenschaften zu Berlin, 1868, S. 148–182.
- Handwörterbuch der tibetischen Sprache. Gnadau, Unitätsbuchhandlung, 1871; Nachdruck: Osnabrück, Biblio Verlag, 1971.
- Handwörterbuch der tibetischen Sprache. Gnadau 1871–1875 (engl. Übers.: 1881)
- A Tibetan-English dictionary. London 1881, archive.org
- Tibetan grammar. 2. Auflage. London 1883